# Lindau (Svizzera)
Lindau (toponimo tedesco) è un comune svizzero di 5 489 abitanti del Canton Zurigo, nel distretto di Pfäffikon.

## Monumenti e luoghi d'interesse

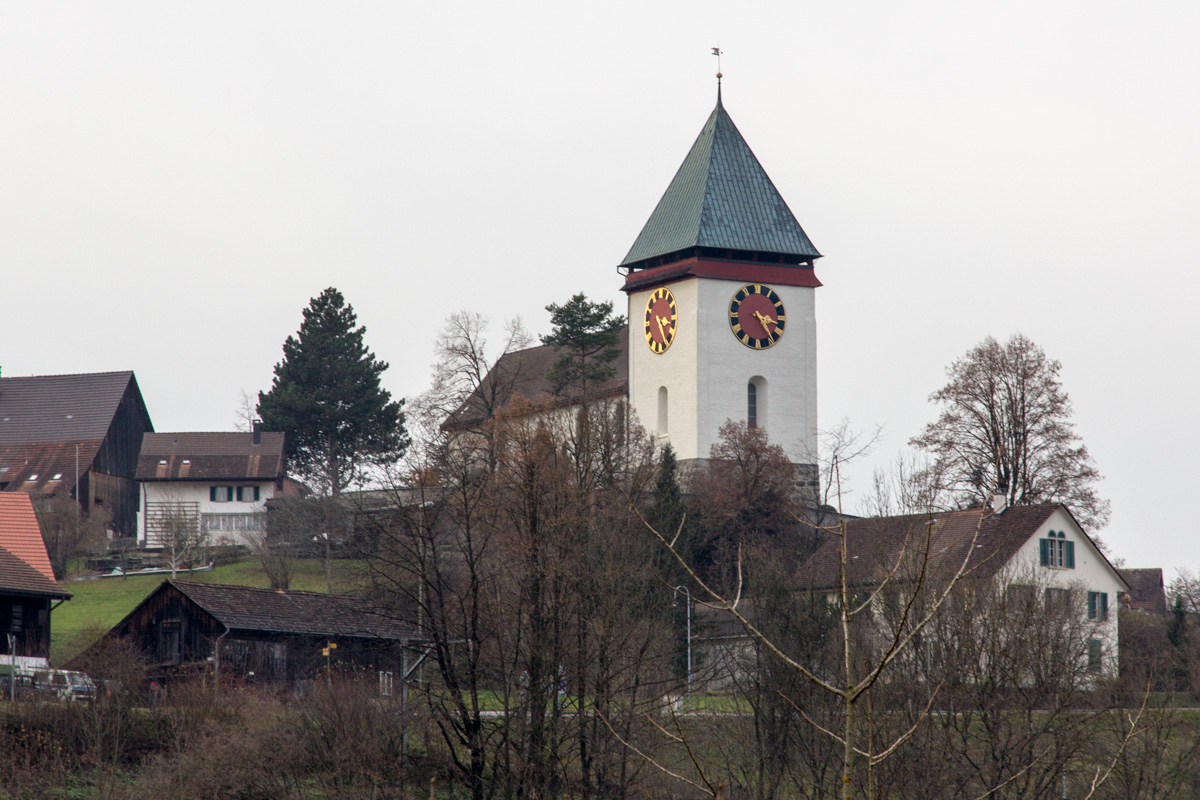
La chiesa riformata

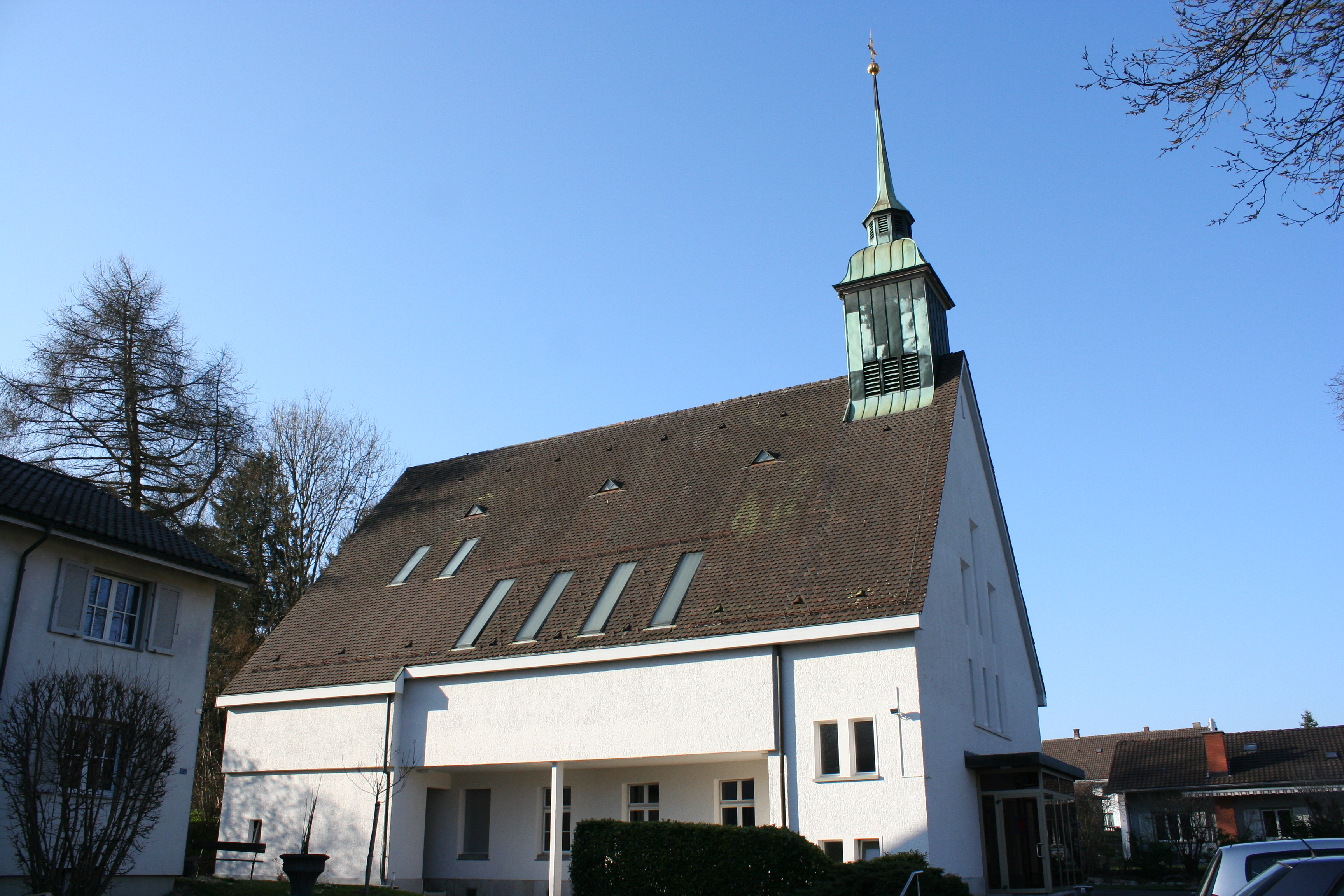
La chiesa di San Giuseppe

- Chiesa riformata (già di San Gallo), attestata dal 1274 e ricostruita nel 1895-1896[1];
- Chiesa cattolica di San Giuseppe in località Grafstal, eretta nel 1927-1928[1].

## Società

### Evoluzione demografica
L'evoluzione demografica è riportata nella seguente tabella:
Abitanti censiti

## Infrastrutture e trasporti

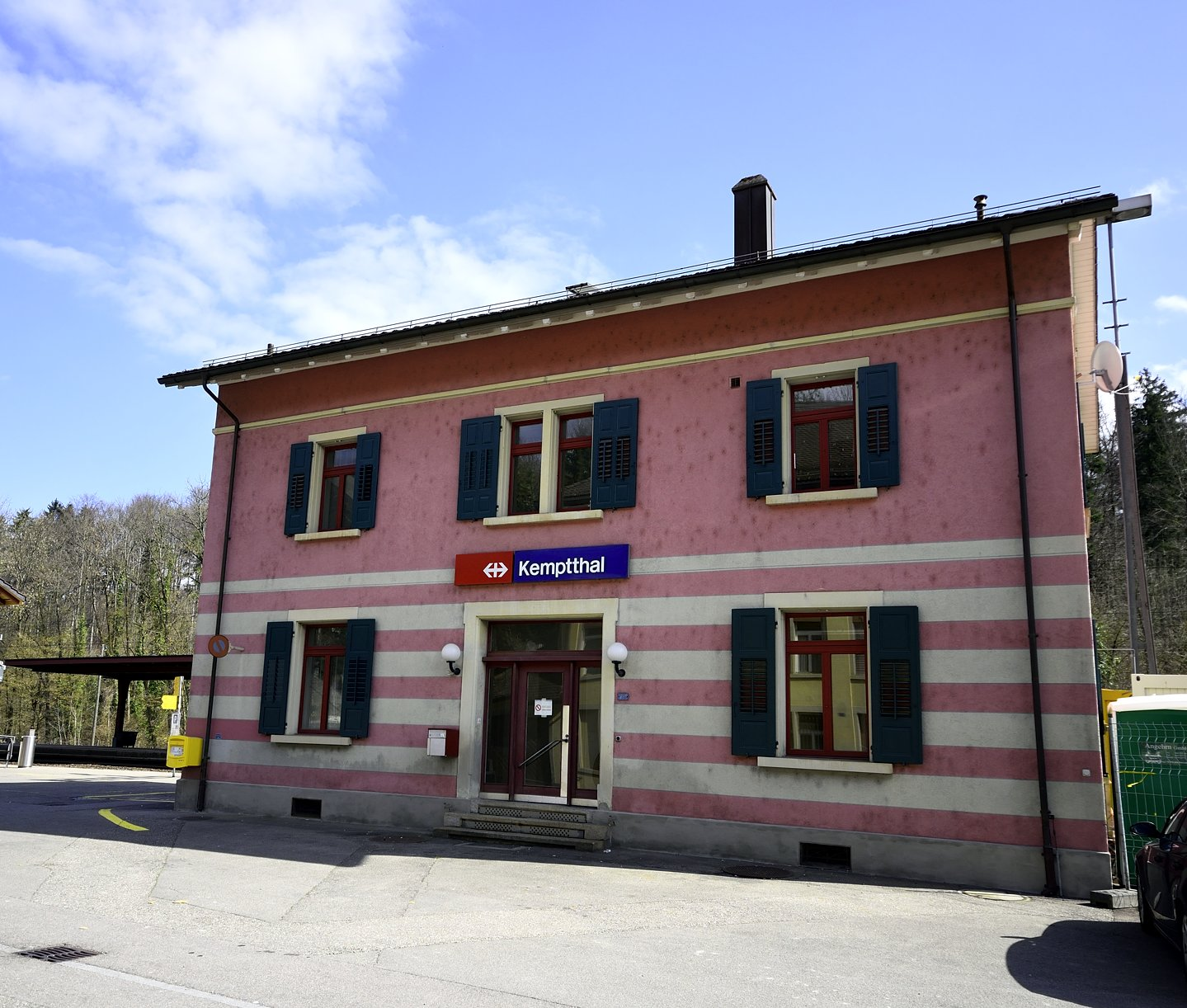
La stazione di Kemptthal

Lindau è servito dalla stazione di Kemptthal sulla ferrovia Zurigo-Winterthur.

## Amministrazione
Ogni famiglia originaria del luogo fa parte del cosiddetto comune patriziale e ha la responsabilità della manutenzione di ogni bene ricadente all'interno dei confini del comune.